# 257
Het jaar 257 is het 57e jaar in de 3e eeuw volgens de christelijke jaartelling.

## Gebeurtenissen

### Italië
- In Rome worden Publius Licinius Valerianus Augustus (vierde maal) en zijn zoon Publius Licinius Egnatius Gallienus, door de Senaat herkozen tot consul van het Imperium Romanum.
- Christenvervolging: Valerianus I ontneemt de christenen het recht van vergaderen, maar sluit ook hun godshuizen en verbiedt ze hun eigen begraafplaatsen te gebruiken. Het christendom krijgt ondanks de vervolgingen steeds meer aanhangers in het Romeinse Rijk.
- 30 augustus - Paus Sixtus II volgt Stefanus I op als de 24e paus van Rome. Hij bewerkt een verzoeningspoging met Cyprianus.

### Balkan
- Valerianus II vestigt zich met zijn raadgever en beschermheer Ingenuus, in de Illyrische stad Sirmium om de provincie te besturen.

### Perzië
- Valerianus I trekt naar het Oosten om de Perzische inval het hoofd te bieden. Hij herovert Antiochië (Syria) en stuurt een Romeins expeditieleger naar Anatolië om de Goten te verdrijven.

## Geboren
- Gregorius de Verlichter, stichter van de Armeens-Apostolische Kerk (overleden 325)

## Overleden
- 2 augustus - Stefanus I, paus van de Katholieke Kerk